# Theristria cardaleae
Theristria cardaleae is een insect uit de familie van de Mantispidae, die tot de orde netvleugeligen (Neuroptera) behoort. 
Theristria cardaleae is voor het eerst wetenschappelijk beschreven door Lambkin in 1986.